# پیوه امانوئله
پیوه امانوئله (به ایتالیایی: Pieve Emanuele) یک کومونه در ایتالیا است که در استان میلان واقع شده‌است. پیوه امانوئله ۱۳٫۱ کیلومتر مربع مساحت و ۱۶٬۱۷۹ نفر جمعیت دارد و ۹۷ متر بالاتر از سطح دریا واقع شده‌است.

## خواهرخوانده
شهرهای آتارد و زیمنیچه خواهرخوانده‌های پیوه امانوئله هستند.